# Писю

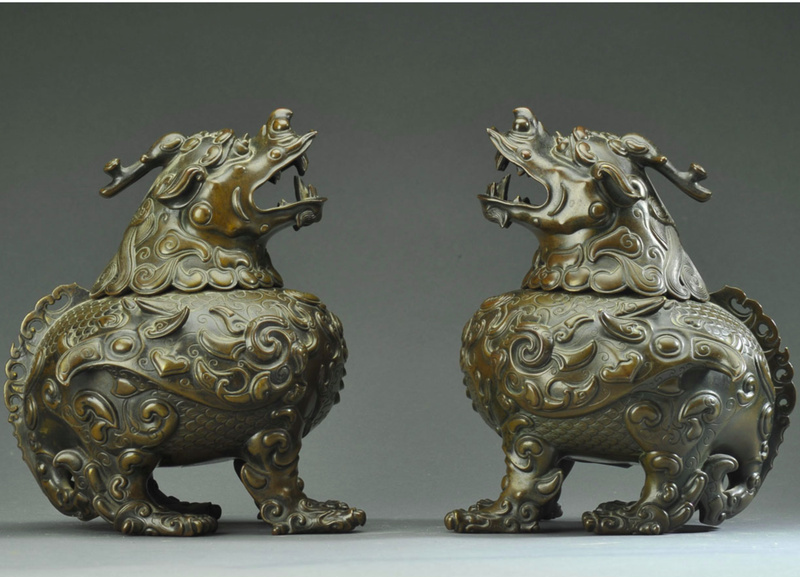

Писю́ (кит. 貔貅, пиньинь pí xiū) — существо из китайской мифологии. Первоначально называлась Бисе (辟邪, «отгоняющее беды»). Изображается в виде крылатого льва. По поверьям, может приносить богатство. Считается, что Писю имеет отличное чутьё на золото и серебро, а потому притягивает к себе богатство (财气, цай ци) отовсюду. Поэтому её изображение или статуэтки присутствуют в домах многих китайцев, особенно тех, для которых текущий год неблагоприятен по китайскому гороскопу.
В мифологии существует два вида Писю, которые различаются формой рогов. Первый — это Пия, который отгоняет злых духов, а второй — Тяньлу (天禄), или Пичэнь, который притягивает деньги.
Писю считается девятым ребёнком дракона. Она чует запах золота или серебра и приносит его в пасти хозяину.